# Zakątek (skała)

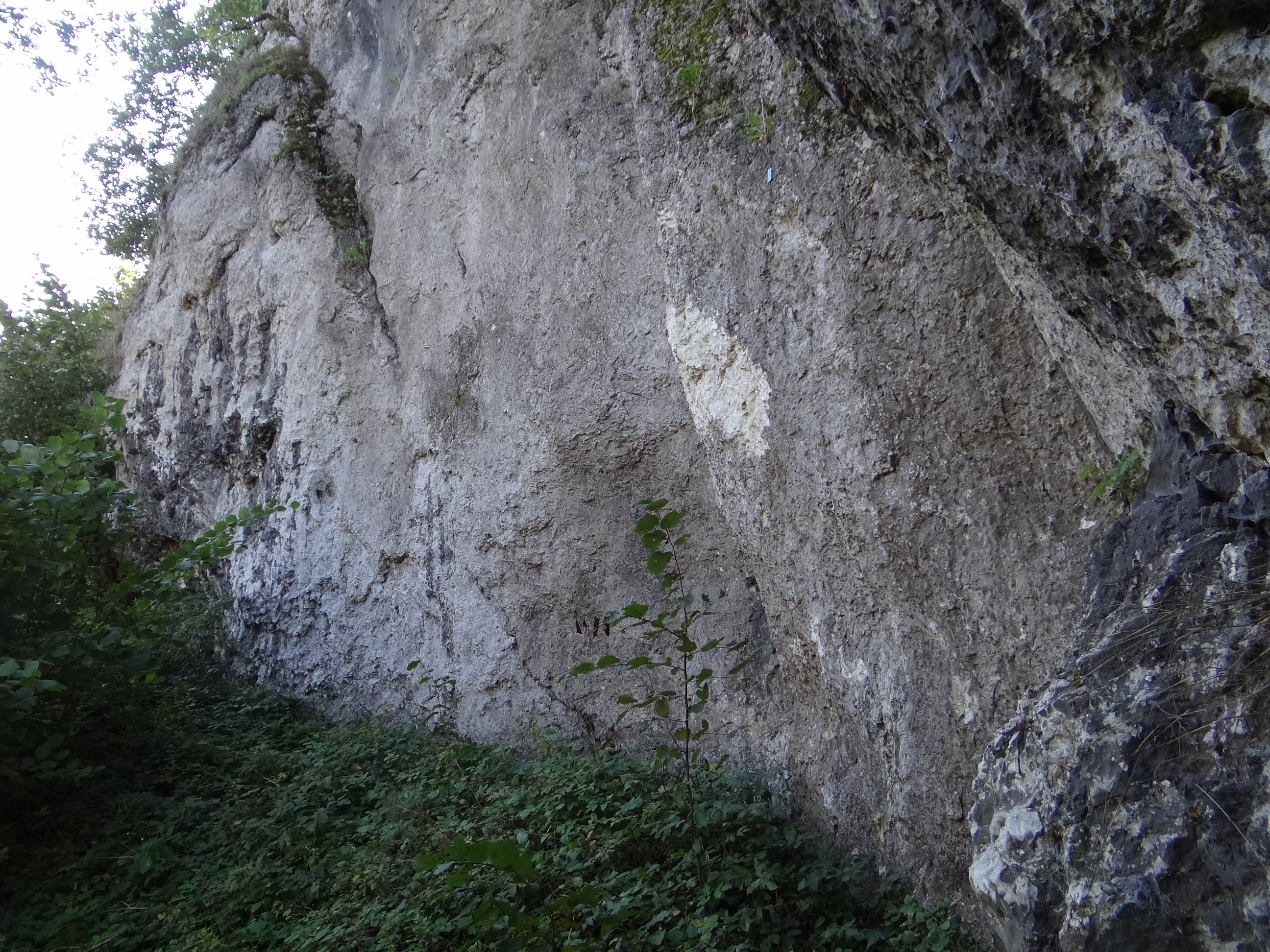

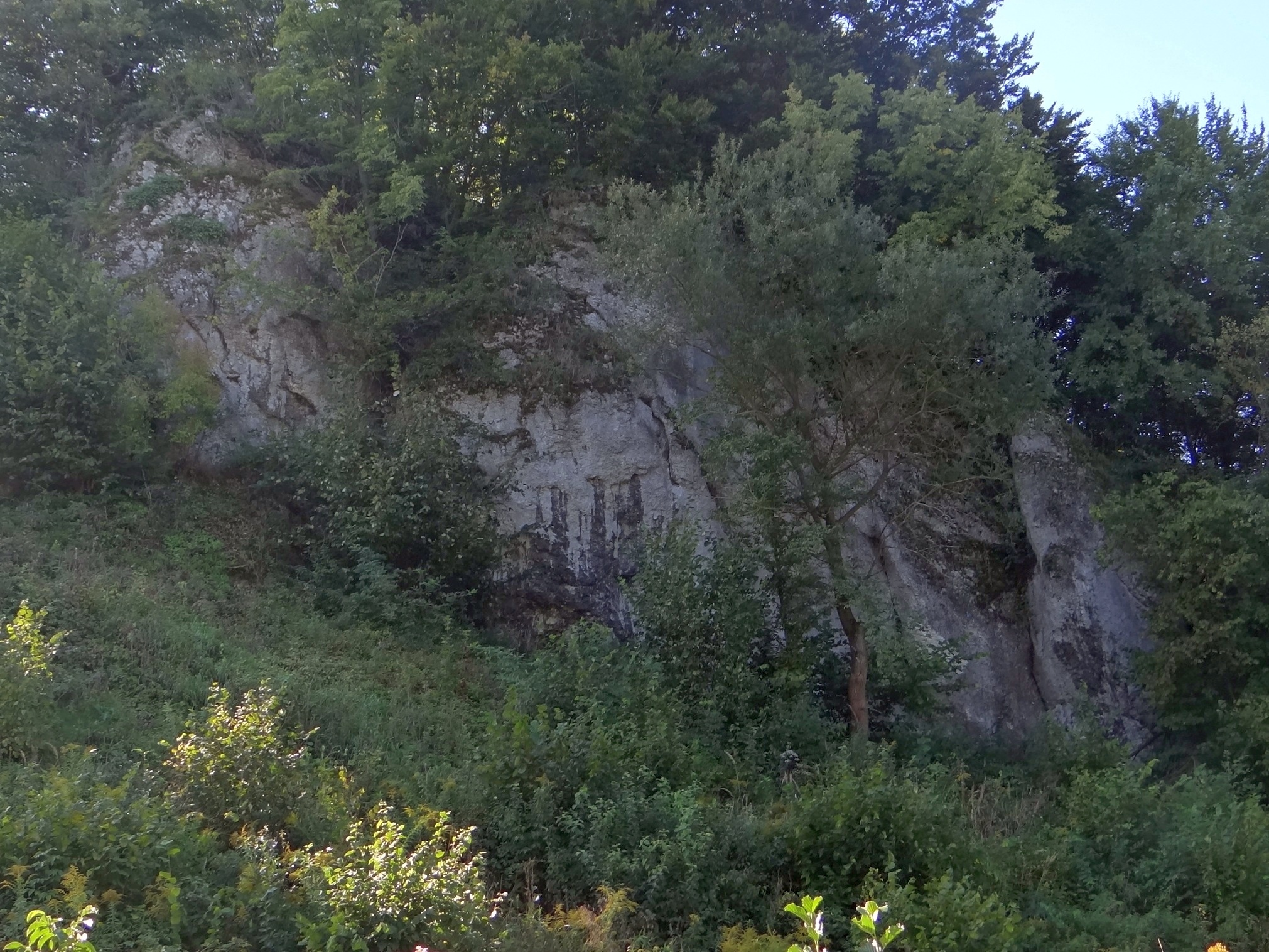

Zakątek – skała na lewym brzegu górnego biegu potoku Brodła na Garbie Tenczyńskim. Znajduje się w obrębie wsi Brodła w województwie małopolskim, w powiecie chrzanowskim, w gminie Alwernia. 
Jest to wychodnie pochodzących z jury późnej twardych wapieni skalistych. Ma wysokość 15 m i znajduje się na rogu doliny potoku Brodła i bocznej dolinki jego dopływu. W przewodniku wspinaczkowym jest opisana jako obiekt wspinaczki skalnej, podobnie w internetowej bazie portalu wspinaczkowego. Jest na niej 6 dróg wspinaczkowych o trudności od V+ do VI.3+ w skali polskiej. Dwie z nich mają zamontowaną asekurację. Skała nie budzi zainteresowania wspinaczy; brak śladów ścieżki, we wrześniu 2019 r. dziewicza i niezdeptana roślinność wokół skały wskazuje, że nikt w tym roku na skale się nie wspinał. Dawniej bezleśne otoczenie skały zarasta chaszczami. 
Od listopada 1998 r. skała wraz z innymi Gaudynowskimi Skałami jest pomnikiem przyrody. Gaudynowskie Skały znajdują się na północno-wschodnim obrzeżu Garbu Tenczyńskiego. Zakątek znajduje się na południowym krańcu tej grupy skał, w odległości około 270 m na północ znajduje się większa Gaudynowska Baszta..

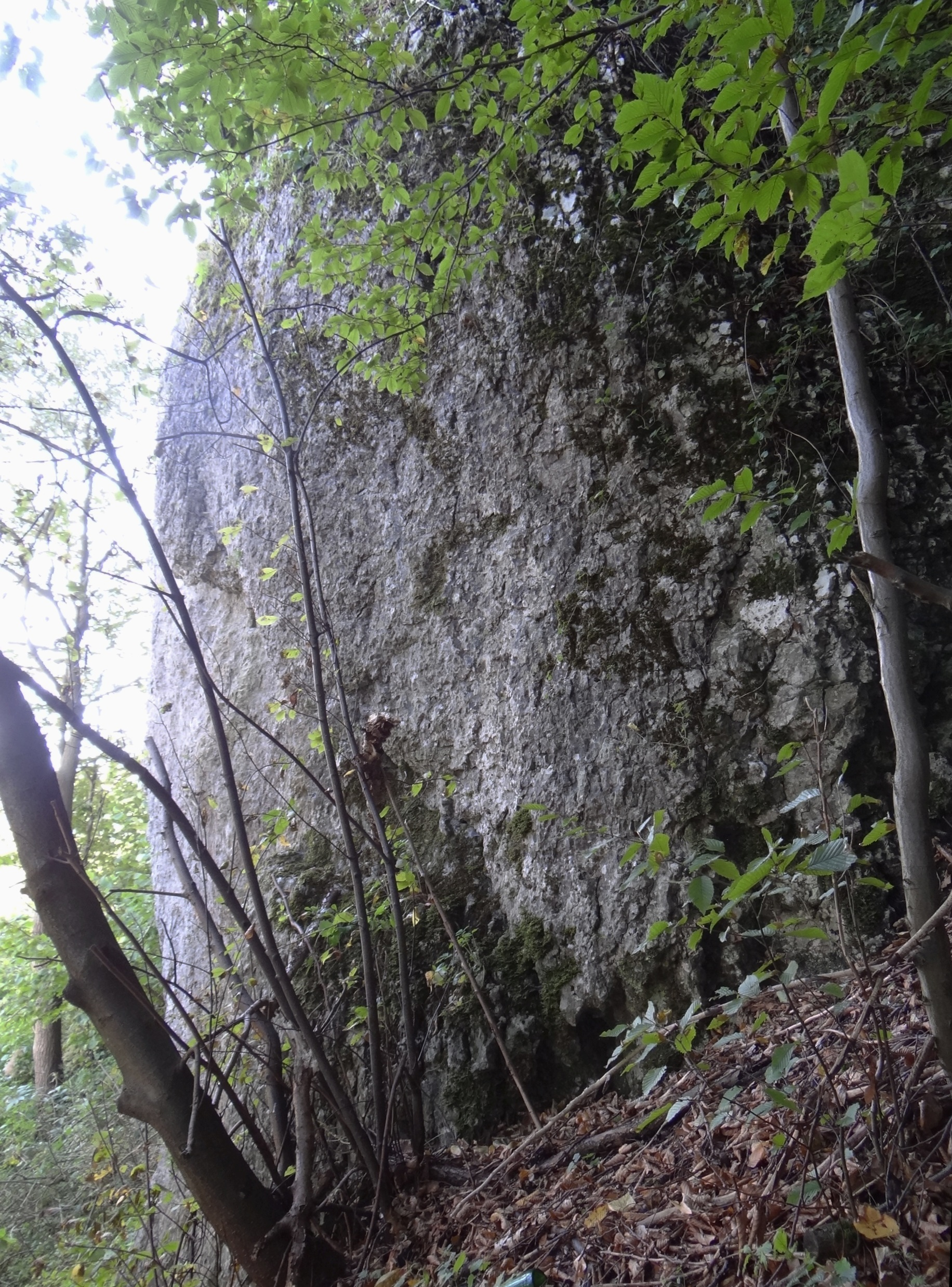

## Drogi wspinaczkowe
1. Happy end, VI.1, 15 m, 1 hak,
2. Skok w bok, VI.+, 15 m,
3. Gorzka pigułka, VI.2+, 15 m,
4. Przykucnij na hopie, VI.2+, 15 m, 6 spitów,
5. Niemoc mocy, VI.3+, 14 m,
6. Mizerotka, V+, 13 m[3]

## Turystyka
Obok skały biegnie wąska asfaltowa droga. Prowadzi nią szlak rowerowy tworzący zamkniętą pętlę. 
 Alwernia – Brodła – Gaudynowskie Skały – Poręba Żegoty – Alwernia